# Museo civico archeologico (San Pietro Avellana)
Il Museo civico archeologico è un museo di San Pietro Avellana, in Molise.

## Sezione etno-antropologica
Il Museo civico sorge nella parte più alta del paese, completamente distrutta dai bombardamenti del 1943, testimoniati da alcuni reperti bellici presenti nel museo. È stato edificato con pietre recuperate dalle macerie della guerra, a memoria del patrimonio architettonico perduto e a testimonianza dell’attività, in passato diffusa, degli scalpellini. Il suo interno è suddiviso per ambienti, a ricreare i luoghi della civiltà contadina e borghese. In un primo locale sono allestiti la cucina, la camera matrimoniale, l’angolo delle curiosità, un’aula scolastica, un angolo di arte sacra e l’angolo sartoriale, con abiti da sposa e una vetrina di costumi d’epoca, numerosi e di grande pregio, dal 1600 ai giorni nostri.
Il Museo comprende, inoltre, un ricchissimo archivio di foto d’epoca. Attraverso l’atrio si accede al secondo locale, dove sono ricreati gli antichi mestieri: il calzolaio, il boscaiolo, il caseario, il sellaio, il muratore/bottaio, l’apicoltore, il pescatore, il falegname e il fabbro. Numerosi gli attrezzi per la lavorazione dei campi e per l’allevamento degli animali, con vari utensili usati per la trasformazione e lavorazione della lana, con particolari riferimenti alla transumanza.

## Sezione archeologica
La necropoli arcaica di Piano Fusaro (VII-VI sec. a.C)

Sezione arti e mestieri

Nel corso dei lavori per la realizzazione del metanodotto Campochiaro - Sulmona nel dicembre del 2004 fu intercettata una tomba a tumulo, affiancata da una seconda sepoltura. La Soprintendenza per i Beni Archeologici del Molise, in collaborazione con la SNAM, intraprese allora lo scavo sistematico del sito, che ha portato alla luce una necropoli costituita da 25 sepolture databili tra il VII e il VI secolo a.C. e una strada utilizzata dal III sec. a.C. all'età romana. Le tombe sono collocate ai lati della strada, circostanza che fa presupporre che già in età arcaica esistesse un percorso viario; l’asse stradale ha subito diversi rifacimenti, testimoniati da piani di calpestio sovrapposti. Nella fase più antica (III secolo a.C.) il piano stradale era costituito da una preparazione di lastre di arenaria, delimitata lateralmente da pietre sbozzate di uguali, mentre risale ad età romana la massicciata stradale formata da ghiaia calcarea (strada glareata) bordata da una fila di grosse pietre non lavorate.
La necropoli è costituita da tombe a fossa con copertura di pietre e da due tombe a tumulo, una struttura circolare realizzata con ciottoli fluviali, posta a copertura della fossa centrale che ospitava la deposizione. I defunti erano forse posti in casse lignee e alcuni di essi erano avvolti in un tessuto o sudario chiuso da fibule e ganci. Il sepolcreto ospita defunti pertinenti a tutte le classi d'età: gli infanti, sub-adulti (12-15 anni), adulti di età compresa tra i 15 e i 30-35 anni, e infine numerosi individui “anziani” con un’età che va dai 40 ai 60.

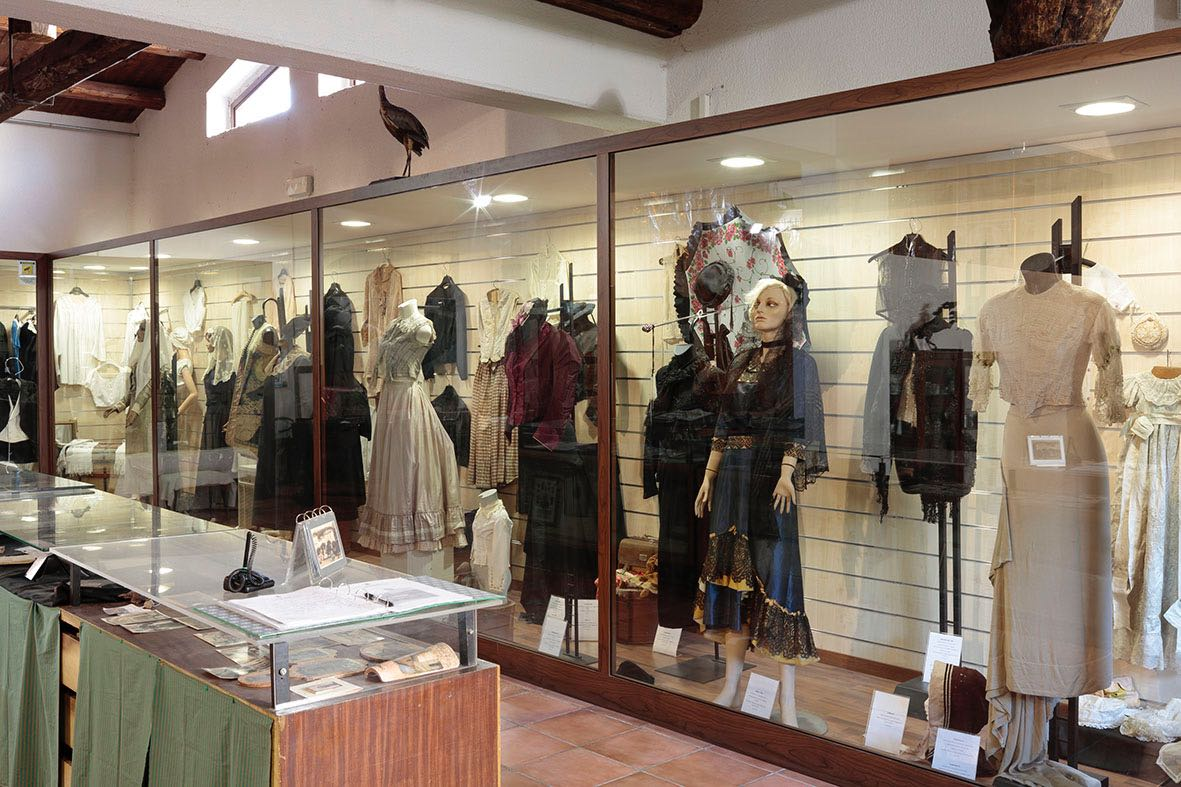
sezione costume d'epoca

L’analisi dei resti ossei offre una serie di dati relativi allo stato di salute della popolazione, all’alimentazione, alle abitudini di vita e diventa uno strumento essenziale per comprendere quegli aspetti della vita delle comunità antiche. Il gruppo di individui sepolti a Piana Fusaro mostra segni di consanguineità e affinità di corporatura: per gli uomini la statura media è 1,70 m e per le donne 1,60 m, in linea con le medie della popolazione che abitava l’area appenninica in questa fase storica. Si tratta di individui robusti mediamente muscolosi, che mangiavano molta carne e pochi cereali e carboidrati, segno che erano dediti più alla pastorizia che all’agricoltura. Non vi sono tracce di denutrizione, a riprova della buona disponibilità di cibo, così come non ci sono elementi che indichino decessi per malattie epidemiche.
I corredi si differenziano in base al sesso del defunto: le tombe maschili recano le armi e il rasoio, spesso deposti insieme, mentre i corredi femminili presentano utensili legati alle attività tessili (fuseruole, rocchetti, aghi), ornamenti e gioielli (collane realizzate con vaghi in ambra e pasta vitrea, fibule, bracciali, catenelle con pendenti).

## Le tombe femminili
La principessa bambina: la tomba T.14

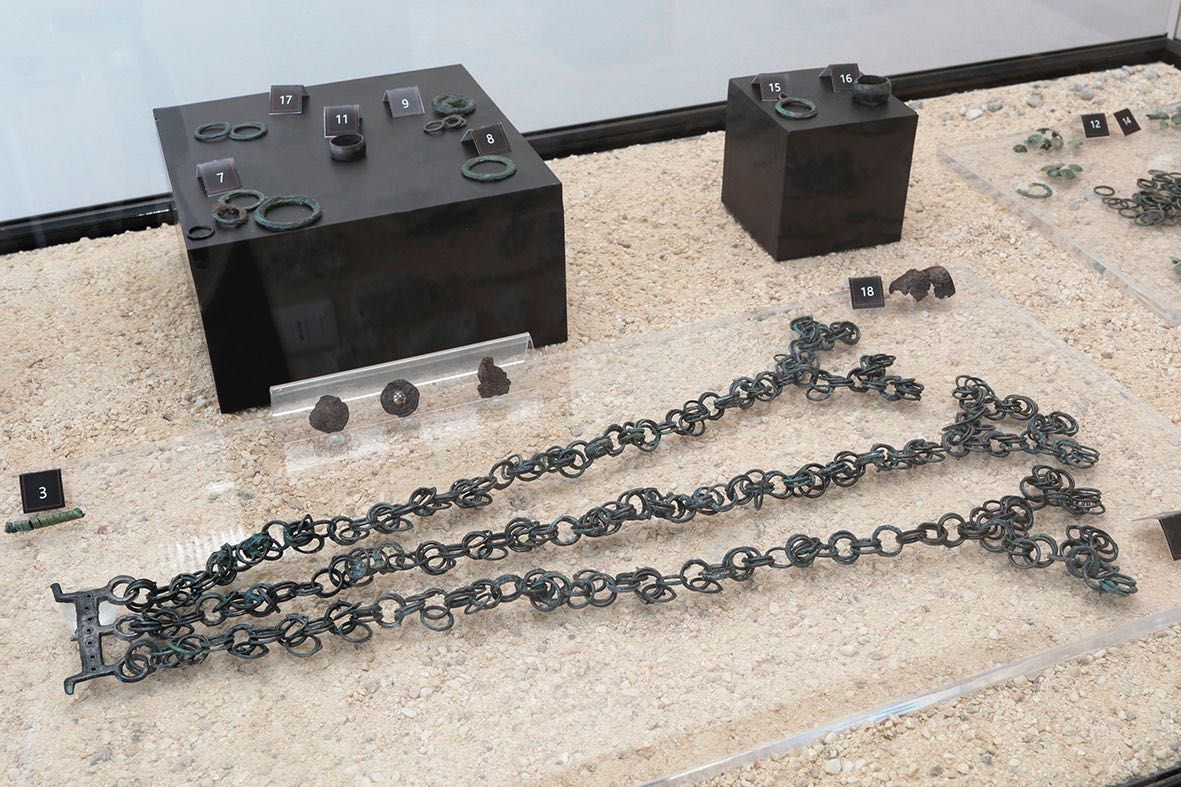
La principessa bambina

La bambina sepolta nella tomba T.14, di età compresa tra gli 8 e i 12 anni, era accompagnata da un ricchissimo corredo, che denota la devozione dei suoi cari nell’atto della deposizione e il livello di ricchezza del nucleo di appartenenza.
Gli ornamenti costituiscono un esempio del costume femminile in uso nel VII secolo a.C.: la ricca veste era decorata da gruppi di anellini e borchiette posti a distanza regolare ai lati di una chatelaine centrale. Sui piedi la veste presentava un complesso ornamento a file di anellini e borchiette. Alle dita la defunta indossava anelli semplici e a spirale in bronzo, mentre al collo portava una collana di perle di ambra, ematite ed elementi in pasta vitrea.
La “filatrice”: la tomba T.23

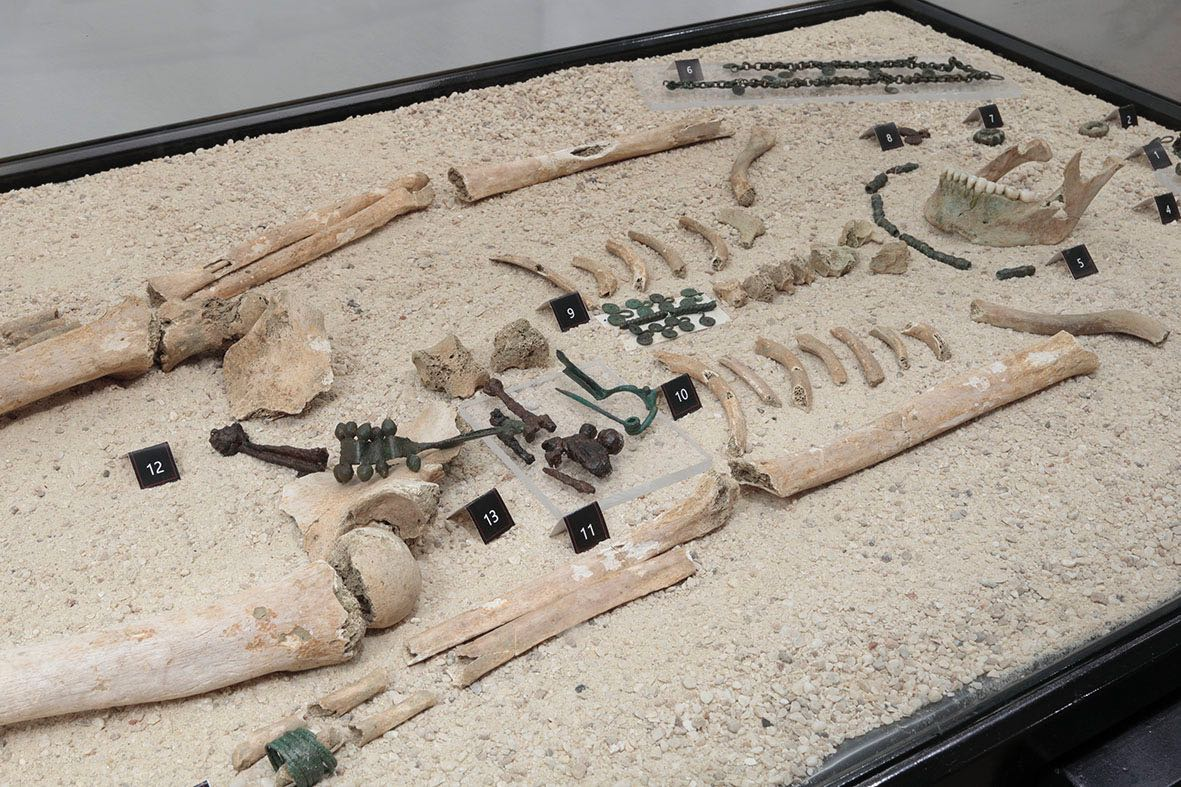
La tomba della "filatrice"

Anche la donna adulta, di circa 30 anni, sepolta nella tomba T.23 esibiva un ricco corredo funerario. Il corpo era avvolto in uno stretto sudario, allacciato da numerose fibule e ganci, e da un grande gancio
a spirale che lo chiudeva sui piedi. Gli ornamenti personali, come dischi e pendenti, erano posti sui capelli, mentre al collo la donna indossava una grande collana formata da tubicini di bronzo e perle di ambra. La fuseruola in impasto rinvenuta tra gli elementi di corredo, invece, rimanda alla filatura, una delle principali attività svolte dalle donne.
Le tombe dei guerrieri
Il defunto della T.1 era di rango particolarmente elevato, come mostra la scelta di una tipologia di sepoltura particolare, il tumulo, e poco frequente nella necropoli. È un individuo di età compresa tra i 55 e i 60 anni sepolto insieme alle sue armi, il pugnale a stami e la lancia, al rasoio in bronzo e ad altri ornamenti quali un anello e una fibula ad arco serpeggiante in ferro. Ai suoi piedi erano deposti un’olla e una tazza.
La tomba n.17
È la tomba di un individuo adulto anziano (55-60 anni), a giudicare dal corredo forse un membro importante della comunità. Dall’analisi dello scheletro si evince che l’uomo era robusto e muscoloso, in buona salute anche in età avanzata. Il corpo era avvolto in un sudario di stoffa chiuso dalle fibule. Tra gli oggetti del corredo, fuori dal sudario, figurano il pugnale a stami lungo la gamba sinistra, la lancia e la mazza ferrata deposti sulla destra, il rasoio sulla tibia destra, mentre ai piedi del corpo erano un’olla e una coppa posta all’interno.
La sepoltura di un giovane guerriero - La Tomba n.18

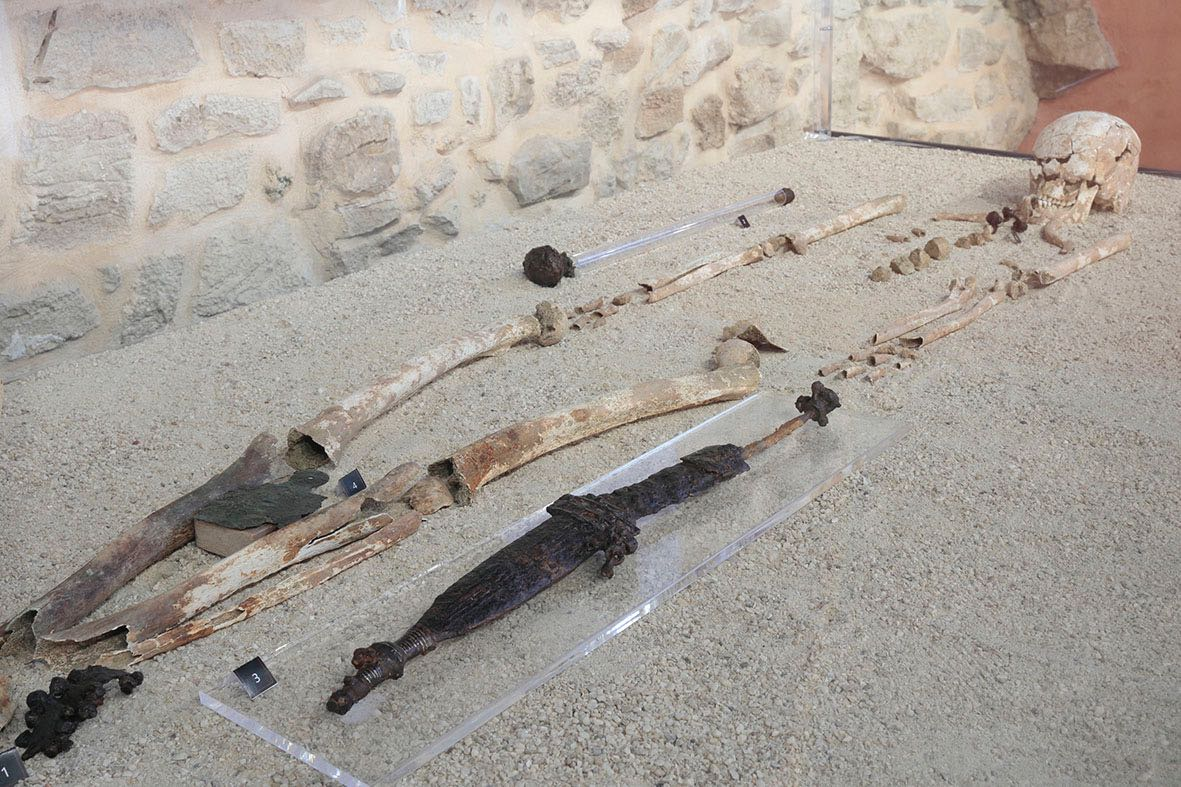
Il capo guerriero di piano fusaro

La tomba T.18 ospitava un esponente di spicco della comunità, di età compresa tra i 25 e i 30 anni, probabilmente un giovane guerriero, a giudicare dal tipo e dalla ricchezza del corredo una lancia e un pugnale a stami, due fibule in ferro, una sulla spalla sinistra e una decorata a ghiande sul torace, anelli di bronzo alle dita e pendagli a doppia spirale. Un’anfora di impasto era deposta a destra del cranio. Al di sopra della fossa, al momento della chiusura della tomba, erano stati deposti numerosi vasi, tra cui anfore, coppe e un dolio.